# Refuge fortifié de Dossenheim-sur-Zinsel
Le refuge fortifié de Dossenheim est une enceinte défensive construite vers le XIIIe siècle autour de l'église paroissiale de Dossenheim-sur-Zinsel, dans le département du Bas-Rhin. 

## Description

### Murailles
En 1702, l'ingénieur militaire Guillin parcourt l'Alsace et recense les lieux qui peuvent servir à défendre la contrée dans le cas d'une invasion par des forces militaires ennemies. Dossenheim et plus particulièrement son refuge fortifié sont décrits en quelques mots. D'après cette description, l'église est entourée par une muraille circulaire haute de 5,8 m et épaisse de 0,96 m. À l'intérieur, des constructions s'élèvent contre la muraille et un chemin de ronde permet des tirs défensifs. Un second mur, moins haut, de 1,30 m entoure le tout et permet un premier arrêt des forces assaillantes. L'orthographe d'origine a été conservée: 

« Lieu considérable situé à l'entrée d'une gorge sur le bord de la rivière Zinzel; son église est à l'entrée dudit lieu; elle forme une figure ronde enfermée par un mur qui est haut de 18 pieds, et épaisse de 3 garnies de créneaux, des bâtiments a l'entour à la hauteur desdits murs, desquels bâtiments on tire à couvert; elle a une autre petite muraille, comme une espèce de fausse braye qui est haute de 4 pieds laquelle est ruinée en quelques endroits; l'église du dedans a un clocher tout voûté. »

— Extrait du rapport de l'ingénieur militaire Guillin.

### Celliers

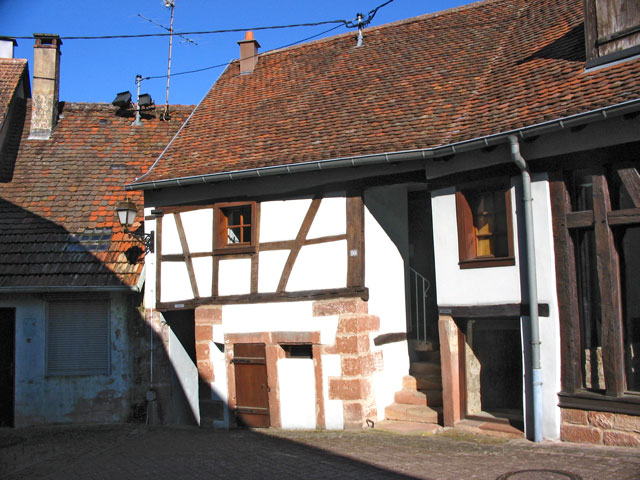
Un des celliers

Des textes du XIIe siècle mentionnent qu'il existe dans les campagnes alsaciennes des cimetières (Kirchhof) fortifiés. Ces enceintes qui n'ont pas toutes une fonction funéraire peuvent renfermer et protéger des celliers (Gaden) où les villageois entreposent leurs biens (céréales, vins, étoffes) et viennent s'y mettre à l'abri en cas de danger. Le refuge de Dossenheim est mentionné pour la première fois au XVe siècle mais est probablement plus ancien, peut-être du XIIIe siècle. Il est le seul exemplaire alsacien à avoir à peu près conservé sa physionomie d'origine. À l'intérieur de l'enceinte, s'adossent une rangée de maisonnettes qui forment un cercle autour de l'église. Les celliers ont cependant été détournés de leur fonction de stockage et sont devenus des maisons d'habitation. Ces dernières ont été prolongées par delà l'enceinte principale et ont investi le fossé situé entre la muraille et la fausse braie mentionnée par Guillin en 1702.
En 1730, dans le cadre d'un procès résultant d'un litige familial, le prévot de Dossenheim fournit au plaignant une attestation qui rappelle un acte établit le 25 juin 1664. Le document originel établit le patrimoine de Jacob Patriarch (1643-1673), un agriculteur résidant à Dossenheim.
Les biens comprennent une ferme (350 florins), un champ labourable (67 florins), un vignoble (67 florins), des prés (170 florins), deux chataigneraies (27 florins) et un tiers d'un petit grenier au cimetière du village (12 florins). Ce document permet de comprendre que les exploitations agricoles sont situées au dehors de l'enceinte. Le cellier est décrit comme un petit grenier et cave ; « kleinen Kasten und Keller ». En outre, chaque ferme ne possède pas nécessairement le cellier en entier. Ici il est question d'une copropriété partagée entre trois individus différents, Jacob Patriarch n'en possédant que le tiers.

### Restauration
En décembre 2021, la Fondation du patrimoine donne une aide de 247 000 euros pour la réhabilitation du mur d’enceinte du refuge.

## Musée
Un des celliers a été transformé en un lieu d'exposition ouvert au public, le « site d'interprétation du refuge fortifié ». 

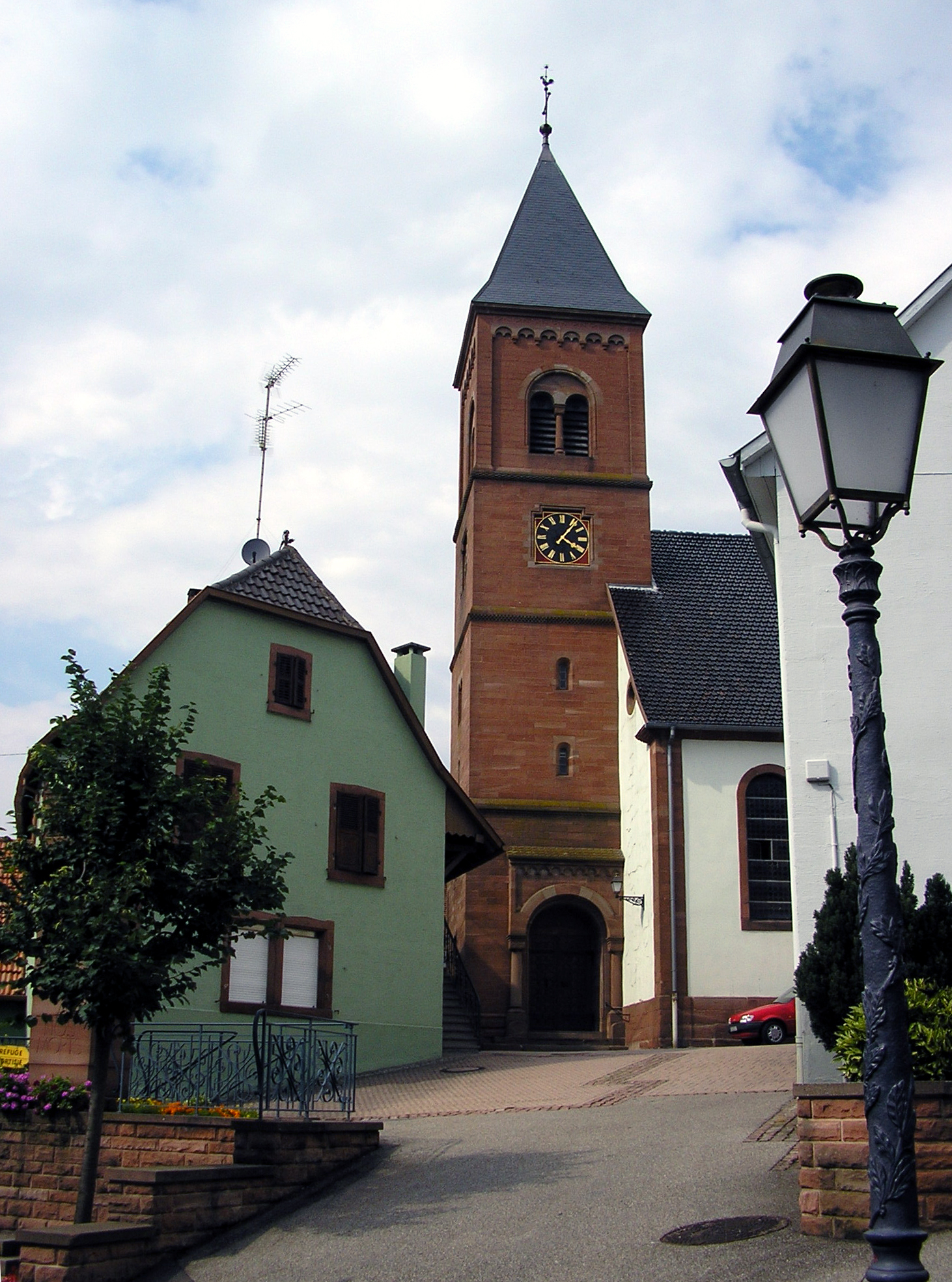
Accès actuel au site du refuge fortifié.
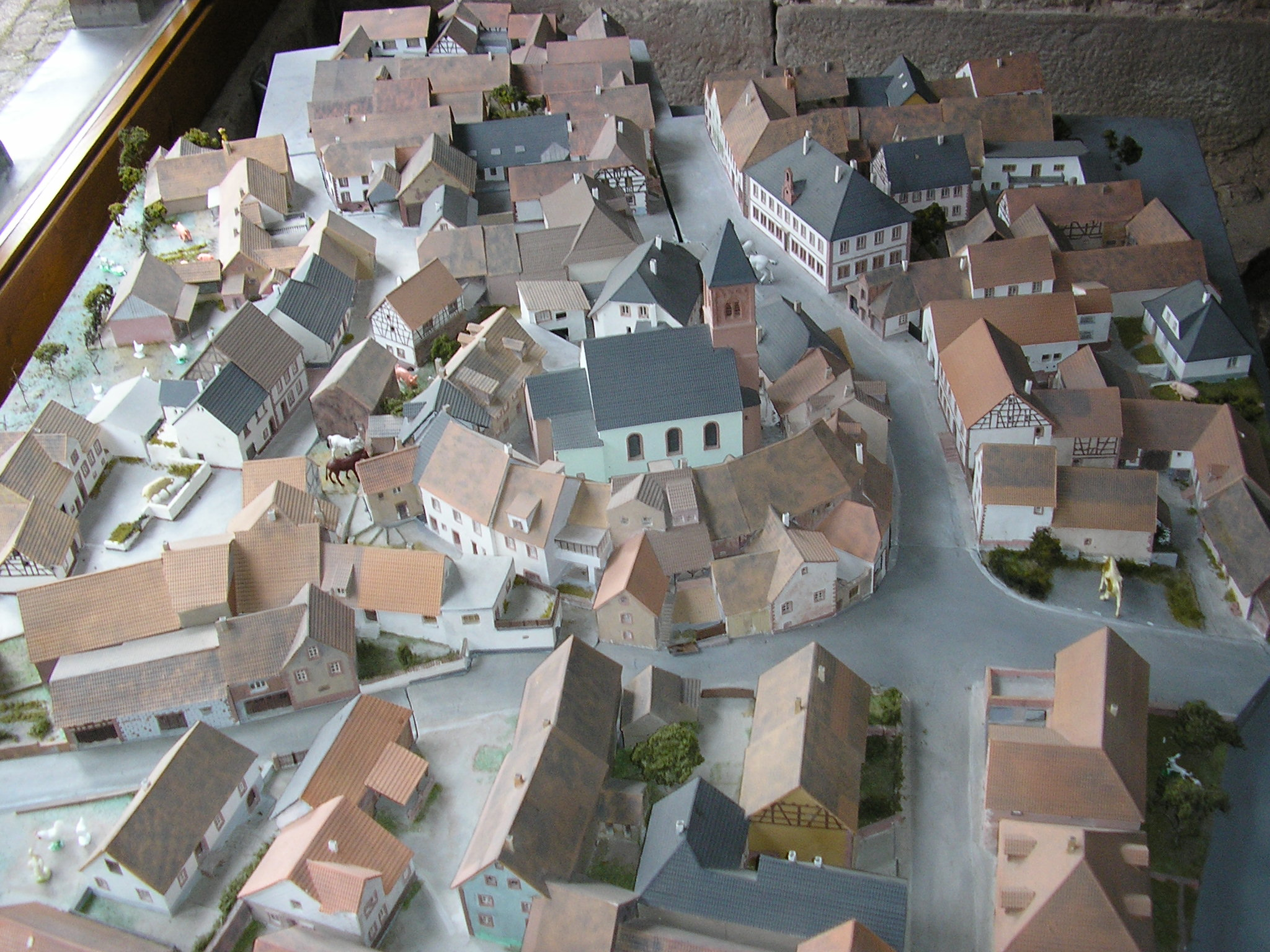
Maquette du site actuel au centre d'interprétation.
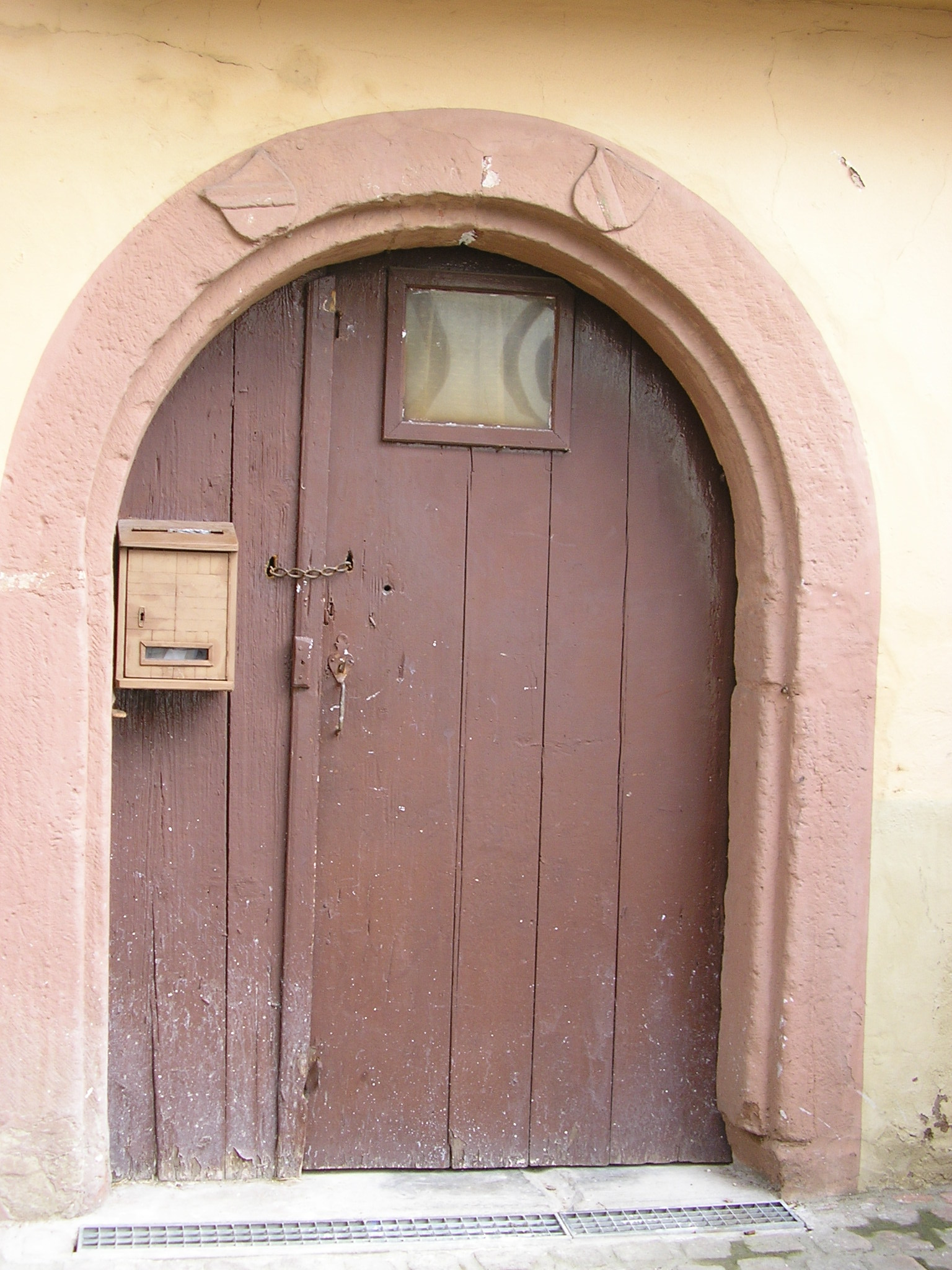
Porte ancienne d'une des maisons du refuge fortifié.